# Flat Holm
Flat Holm o Flatholm (Ynys Echni in gallese) è un'isola calcarea situata nell'estuario del fiume Severn nel Canale di Bristol. Amministrativamente ricade nella community di Butetown nel territorio della città di Cardiff, nel Galles, di cui costituisce il punto più meridionale. Circa 3,80 chilometri a Sud di Flat Holm si trova l'isola inglese di Steep Holm.

## Storia
La più antica traccia di civiltà è una testa di ascia rinvenuta sull'isola nel 1988 e riconducibile alla tarda età del bronzo, tra il 900 ed il 700 a.C.. In mancanza di altri reperti risalenti alla stessa epoca, non è noto se l'isola fu effettivamente abitata in quel periodo.
Il primo visitatore noto fu Saint Cadoc nel VI secolo che visitò frequentemente l'isola per periodi di riposo e meditazione, specialmente nel periodo della Quaresima.
Gli anglosassoni chiamavano l'isola "Bradanreolice", e la vicina Steep Holm "Steopanreolice". Ciò confermerebbe l'associazione di questi luoghi con il culto religioso, in quanto il suffisso "reolice" deriva da una parola in irlandese che significa "cimitero".
Nell'anno 918 i vichinghi danesi, dopo la sconfitta inflitta loro dagli anglosassoni a Watchet, si rifugiarono sulle isole di Bradanreolice (Flat Holm) e Steopanreolice (Steep Holm). L'episodio è citato anche nella cronaca anglosassone. Non è noto quanto tempo vi rimasero, ma sicuramente usarono l'isola come ausilio durante gli attacchi navali lungo l'estuario del Severn. Il nome "Holm" o "Holme" deriverebbe infatti dalle lingue scandinave che con il termine indicavano le isole fluviali.
Nel 1737 venne attivato il primo faro su Flatholm island, sebbene già prima di quell'anno fosse attivo un braciere con la stessa funzione di segnalamento per le navi, per interessamento della Society of Merchant Venturers.